# Таймырский залив
Таймырский залив — залив Карского моря, омывающий центральную часть морского побережья полуострова Таймыр. Восточная часть залива, Таймырская губа, образована впадением в Карское море крупной реки Нижняя Таймыра, которая берёт начало в озере Таймыр. Западная часть залива отделена от открытого моря большим скоплением островов, в том числе таких крупных, как Таймыр и Пилота Махоткина.
Длина залива около 40 км, ширина до 80 км. Глубина до 16 м. Бо́льшую часть года залив покрыт льдами.
Внутри залива расположен крупный остров Колчака, с 1937 по 2005 год носивший имя Расторгуева. К северу от залива расположен архипелаг Норденшельда. В юго-западной части залива расположен полуостров Штурманов.
Административно входит в состав Таймырского района Красноярского края.

## Климат, растительный и животный мир
Климат залива крайне суровый. На побережье и островах арктическая тундра. Воды залива и эстуарий Таймыры на 9 месяцев скованы льдом и даже летом никогда не бывают полностью свободны от льда. Фауна типична для Таймыра — наиболее распространен лемминг, песец, северный олень. В опреснённых водах залива много рыбы — арктический голец, сиг, муксун, хариус, омуль, ряпушка.
Бо́льшая часть территории Таймырского залива входит в состав Большого Арктического заповедника.

## Острова Таймырской губы
В Таймырской губе расположено много островов, наиболее значительные из них:
- остров Челюскина — первый остров в устье залива, назван в честь полярного исследователя Челюскина, посетившего берега Таймыра в 1741 году.
- остров Бера — остров имеет длину около 3,5 километра. Он расположен в середине устья залива примерно в 13 километрах от Карского моря. Назван в честь известного биолога Карла эрнста фон Бэра за его вклад в развитие метеорологии в Арктике в 1830-е годы.
- Наносные острова — 4 маленьких острова, крупнейший из которых имеет 5 километров в длину и 2 в ширину, расположены в самом эстуарии Таймыры, при выходе реки в открытый залив.
- остров Фомина — остров длиной 11,5 и шириной 3,7 километра расположен достаточно глубоко в эстуарии Таймыры, делит основное русло на 2 рукава. Этот остров назван в честь исследователя Таймыра Никифора Фомина

## История исследования
Таймырская губа открыта во время Великой Северной экспедиции в 1740 году отрядом Никифора Фомина, который построил дом и устроил зимовку на острове Бера. В 1741 году берега залива посещались отрядами Челюскина и Харитона Лаптева. Харитон Лаптев оставил описание Таймырской губы:

О Таймурской губе
Таймурская губа простирается от усть реки Таймуры к северу, меж двух мысов главных, то есть Северозападного и Северовосточного.
Ниже усть реки Таймуры на восточном берегу, в узкой губе есть малое зимовье, которое построил новокрещеной якут Никифор Фомин, которой промышлял по степи песцов для пищи. Против того зимовья рыб довольное число. Состоят чиры, муксуны, кунжа, нельма, омоли. А иной рыбы здесь нет. По объявлению ево, река Таймура на устие, хотя и проходит в последних числах июня, а уская губа в большую губу делает протокою в море всегда июля по 8-м числе. И на той протоке всегда лед стоит в виду. А в ысходе июля месяца, а в начале августа взламывает иногда всю губу Таймурскую, но точию лед южным ветром через несколько дней, из виду с высоких мест, не уносит.
Фарватер в уской губе состоит глубиною не меньше 6 сажен и от берегов отмелей нет. Полная вода в летнее токмо время, по взломании губы бывает не очень высокая. А когда стоит море, в то время здесь полной воды не бывает, как на реке Хатанге, где имели зимование, на которой чрез всю зиму во время самой полной воды, а паче в новолунии и в полнолунии, весьма лед трещит и многие щели делает.
Помянутой якут строил зимовье и заводы из наносного лесу старого, которой чрез 7 лет житья его там, дровами с великою нуждою довольствовался, и возил из дальних мест самой гнилой. И по его примечанию, в ретком месте где на берегу вновь наносной лес, бывал, которой також водою снят и в другом месте положен. Западной берег от усть Таймуры лежит высокой, пологой, земля глина со мхом. Оной берег лежит весь каменной, и от него к северу острова каменные ж, оброслые мхом чёрным, которым питаются олени. И на сих островах бывают олени, которые тут и зимуют. От онаго западного берега к северу, и до самого мыса Северозападного в зимнее время видели, что лед в лете не ломает, понеже на нём видны великие ямы, которые в лете от солнца вытаивают, к тому ж находился на оном льду лед наносной полною водою и не вмерзлой в лед.

Таймырскую губу и её острова исследовал Миддендорф во время своей Таймырской экспедиции в 1842—1845 годах. Остров Бера был самой северной точкой, которую он достиг при исследовании русла реки Таймыры (достиг в августе 1843 года).
Эдуард Толль во время своей Арктической экспедиции 1900—1902 годов исследовал устье Таймырской губы. Толль нашёл кусок кварцевой породы на острове Бера, которую описал Миддендорф. Он также нашёл место зимовки Фомина.
Расположенная в Таймырской губе бухта Колесова названа по фамилии начальника полярной станции Усть-Таймыр Павла Петровича Колесова (1902—1936).